# Toni Morrison
Toni Morrison, właśc. Chloe Anthony Wofford-Morrison (ur. 18 lutego 1931 w Lorain, zm. 5 sierpnia 2019 w Nowym Jorku) – amerykańska powieściopisarka i eseistka, laureatka literackiej Nagrody Nobla (1993), z przekonań feministka.

## Życiorys

### Dzieciństwo i młodość
Urodziła się w wielodzietnej czarnoskórej rodzinie robotniczej Georga i Ramah Wofford. Do 12 roku życia nosiła imię Chloe Ardelia, zmieniła je na Antonina podczas przejścia na katolicyzm i chrztu. Forma Toni jest zdrobnieniem dokonanym przez przyjaciół. Studiowała na uniwersytetach Howarda i Cornella; w 1955 uzyskała tytuł magistra literatury amerykańskiej za pracę “Virginia Woolf’s and William Faulkner’s Treatment of the Alienated”.

### Rodzina i praca
Następnie wykładała na Uniwersytecie Howarda w Waszyngtonie. Tam poślubiła Harolda Morrisona, urodzonego na Jamajce architekta z którym miała dwóch synów: Forda i Slada. Małżeństwo rozpadło się w 1964, a Toni Morrison wróciła do Lorain. Otrzymała pracę w Random House i przeniosła się do Syracuse. W 1968 Morrison została przeniesiona do Nowego Jorku i pracowała w dziale wydawnictw szkolnych.

### Pisarka i naukowczyni
W 1970 w wydawnictwie Holt, Rinehart i Winston opublikowała swoją pierwszą książkę The Bluest Eye. Kilka lat później została redaktorką handlową Random House nowojorskiej oficyny wydawniczej, która zaczęła publikować jej utwory. W 1989 roku została wykładowczynią na wydziałach humanistycznych Uniwersytetu w Albany i Uniwersytetu w Princeton. Na uczelni pracowała do 2006, do czasu przejścia na emeryturę.
Zadebiutowała powieścią The Bluest Eye (1970), opisującą osamotnienie czarnoskórego dziecka w społeczeństwie o rasistowskich uprzedzeniach.
Kolejne utwory Morrison to: Sula (1973); Pieśń Salomonowa (1977) – saga ubogiej czarnoskórej rodziny w miasteczku amerykańskim, która została Książką Roku w Stanach Zjednoczonych; Tar Baby (1981); Umiłowana (1987), wyróżniona Nagrodą Pulitzera; Jazz (1992) oraz zbiór esejów Grając w ciemnościach (1992), Raj (1998).
W 1993 roku otrzymała Nagrodę Nobla w dziedzinie literatury. W uzasadnieniu decyzji o przyznaniu jej pisarce Szwedzka Akademia napisała: „W powieściach charakteryzujących się siłą wizji literackiej i poetyckich wartości Morrison przedstawia najważniejsze problemy amerykańskiej rzeczywistości”.
Oprócz powieści pisała wspólnie z nieżyjącym synem Sladem powieści dla dzieci, opowiadania, libretto do opery Margaret Garner (2005) oraz literaturę faktu, m.in. w 2017 roku „The Origin of Others”.
Zasiadała w jury konkursu głównego na 58. MFF w Cannes (2005).

## Uhonorowanie
W listopadzie 2017 roku Uniwersytet Princeton, na którym Toni Morrison wykładała w latach 1989–2006, dla uznania jej zasług nadał dotychczasowemu budynkowi West College nazwę Morrison Hall.

## Twórczość (polskie wydania)
- Jazz (Jazz) tłum. Julita Wroniak-Mirkowicz (ok. 1996) Świat Książki
- Raj (Paradise) tłum. Zbigniew Batko (1999) Prószyński i S-ka[13]
- Odruch serca (A mercy) tłum. Maria Olejniczak-Skarsgård (2009) Albatros[14]
- Dom (Home) tłum. Jolanta Kozak (2013) Świat Książki[15]
- Miłość (Love) tłum. Krzysztof Zarzecki (2014) Świat Książki[16]
- Najbardziej niebieskie oko (The Bluest Eye) tłum. Sławomir Strudniarz (2014) Świat Książki[17]
- Umiłowana (Beloved) tłum. Renata Gorczyńska (2014) Świat Książki
- Pieśń Salomonowa (Song of Solomon) tłum. Zofia Uhrynowska-Hanasz (2015) Świat Książki
- Skóra (God help the child) tłum. Jolanta Kozak (2016) Świat Książki[18]
- Kto jest górą? Lew czy Mysz? (Who’s Got Game?: The Lion or the Mouse?) z synem Sladem Morrisonem tłum. Jolanta Kozak (2005) Wyd. Mag[19]
- Najbardziej niebieskie oko, tłum. Kaja Gucio, Wydawnictwo Poznańskie 2022[20]
- Samoszacunek. Eseje i medytacje, tłum. Kaja Gucio, Wydawnictwo Poznańskie 2022[21]

## Nagrody
- National Book Critics Award (1978) za Pieśń Salomonową
- Nagroda Pulitzera 1988 za książkę Umiłowana
- Nagroda Nobla 1993[22]
- National Humanities Medal (2000)[5]
- Medal Wolności (2012)[23]
- PEN/Saul Bellow Award for Achievement in American Fiction (2016)[24]

## Ekranizacje
- W 1998 roku została zekranizowana powieść Umiłowana. Tytuł: Beloved (pol. Pokochać)